# Улица Полярные Зори
У́лица Поля́рные Зо́ри — улица в Мурманске, которая берёт своё начало от проспекта Ленина, и двигаясь в северном направлении упирается в улицу Карла Маркса. На этом перекрёстке расположен кинотеатр «Мурманск».

## География
Несмотря на то, что улица начинается перпендикулярно ответвляясь от проспекта Ленина, часть её пути проходит параллельно этому проспекту из-за особенности его расположения. Изначально направлена на север, но имея дугообразную форму постепенно уклоняется в восточную сторону, заканчиваясь Т-образным перекрёстком с улицей Карла Маркса, где находится один из деловых районов города, с расположенными там торговыми центрами, супермаркетами, кинотеатром, офисами крупных компаний, точками общепита.

## История улицы
Улица получила название 18 декабря 1964 года. В 1986 году часть улицы от кинотеатра Мурманск до перекрестка с улицей Челюскинцев получила название улицы Папанина.

## Здания и сооружения
- Управление Федеральной Регистрационной службы по Мурманской области
- отделение Пенсионного фонда РФ по Мурманской области
- кинотеатр «Мурманск»

## Транспорт
По улице пролегает часть троллейбусного маршрута № 10, а также несколько автобусов городского направления.

## Пересекаемые улицы
С юга на север:
- проспект Ленина
- Гвардейская улица
- Улица Книповича
- Улица Сомова
- Улица Сполохи
- Улица Трудовые Резервы
- Улица Карла Маркса